# Окада, Канэёси
Канэёси Окада (яп. 岡田 包義 Окада Канэёси, 19 апреля 1900 — 6 июля 2000) — японский государственный деятель, губернатор префектур Токусима (1945—1947) и Хоккайдо (1947). 

## Биография
Родился в городе Окаяма в одноимённой префектуре как пятый сын Гинпэя Окады. В 1924 году окончил отделение политологии юридического факультета Токийского императорского университета. В том же году поступил на службу в Министерство внутренних дел и стал работать в правительстве префектуры Токио. Состоял в социальном бюро, занимал пост секретаря администрации префектуры Ибараки, начальника экономического отдела префектуры Сидзуоки, начальника отдела по общим вопросам префектуры Вакаямы и Нагасаки, секретаря в администрации префектуры Фукуоки.
В июне 1945 года Окада стал губернатором префектуры Токусима. В феврале 1947 года стал губернатором префектуры Хоккайдо и вышел в отставку в апреле того же года. Когда в июне 1950 года было создано Агентство развития Хоккайдо, Окада стал первым заместителем директора и вышел на пенсию в январе 1953 года.
После того, как его старший брат Тадахико Окада ушёл из политики, Канэёси баллотировался в качестве его преемника на выборах 1955 года в Палату представителей от Либеральной партии, но потерпел неудачу.
В июне 1956 года стал президентом Корпорации развития Хоккайдо-Тохоку, а в апреле 1961 года стал вице-президентом и оставался на этом посту до апреля 1963 года. После этого работал председателем Федерации торговых ассоциаций Хоккайдо, председателем Ishikari Development и советника Торговой ассоциации Хоккайдо.
Умер 6 июля 2000 года в возрасте 100 лет, став самым долгоживущим среди всех губернаторов префектур Токусима и Хоккайдо.

## Семья
Канэёси Окада был женат на дочери Намихэя Одайры, основателя Hitachi. Сын, Синъити Окада, архитектор и член Японской академии искусств. Старший брат, Тадахико Окада, председатель Палаты представителей Японии (1942—1945) и министр здравоохранения и благосостояния Японии (1945).